# Marco Antonio Colonna, seniore
Marco Antonio Colonna, seniore (né en 1523 à Rome, alors capitale des États pontificaux, et mort à Zagarolo le 13 mars 1597) est un cardinal italien du XVIe siècle. Préfet de la Congrégation de l'Index, il a mené à terme l'édition moderne de la Vulgate, appelée par les débats du Concile de Trente.

## Biographie
Marco Antonio Colonna est un petit-neveu du cardinal Pompeo Colonna (1517). Il est d'abord abbé commendataire de l'abbaye de Subiaco de 1559 à 1585. Il est élu archevêque de Tarente en 1560 et participe au concile de Trente en 1562-1563.
Le pape Pie IV le crée cardinal-diacre lors du consistoire du 12 mars 1565. En 1568 le cardinal Colonna est transféré à l'archidiocèse de Salerne et en 1580 il est camerlingue du Sacré Collège. 
Il participe au conclave de 1565-1566, lors duquel Pie V est élu pape, au conclave de 1572 (élection de Grégoire XIII), au conclave de 1585 (élection de Sixte V), au premier conclave de 1590 (élection d'Urbain VII), au  deuxième conclave de  1590 (élection de Grégoire XIV), au conclave de  1591 (élection d'Innocent IX)  et au conclave de  1592 (élection de Clément VIII). 
Le cardinal Colonna est préfet de la Congrégation de l'Index en  1585-1590 et  bibliothécaire du Vatican en 1591-1597. Francis J. Thomson précise que cette congrégation comptait parmi ses membres les cardinaux Gerolamo della Rovere, Ascanio Colonna, William Allen, Frederico Borromeo ainsi que Robert Bellarmin et Francisco de Toledo. Chargé par le pape Grégoire XIV de réviser le texte de la Vulgate Sixtine (7 février 1591), Colonna parvint à donner satisfaction aux jésuites sur le rétablissement de la Comma Johanneum et aboutit ainsi à la publication de la Vulgate sixto-clémentine.

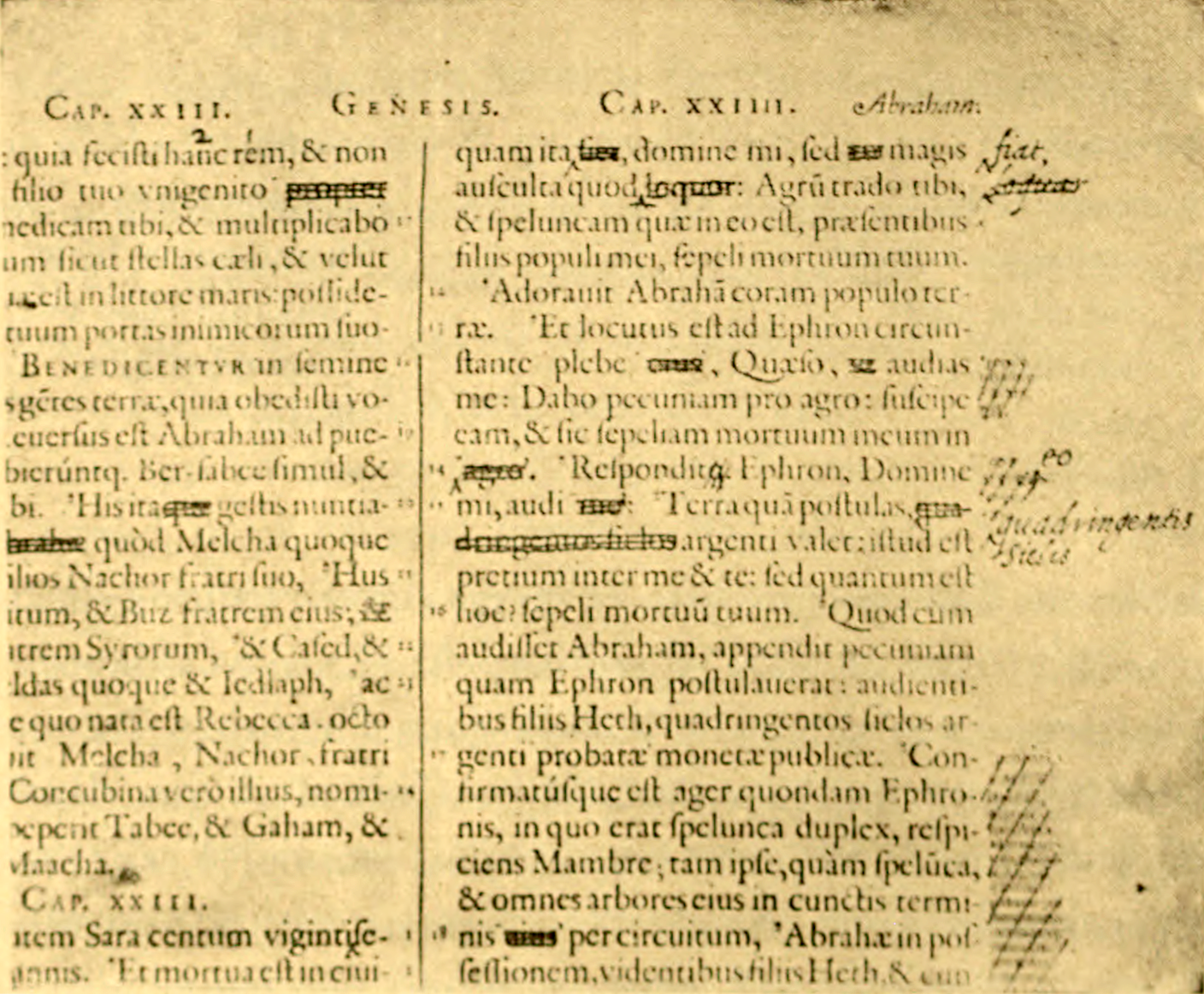
Facsimile d'une page du Codex Carafianus

Les autres membres de la famille Colonna ayant été cardinaux sont : Giovanni Colonna (1212), Giacomo Colonna (1278), Pietro Colonna (1288), Giovanni Colonna (1327),  Agapito Colonna (1378, Stefano Colonna (1378), Oddone Colonna, le pape Martin V (1405), Prospero Colonna (1426), Giovanni Colonna (1480), Ascanio Colonna (1586), Girolamo Colonna (1627), Carlo Colonna (1706), Prospero Colonna (1739), Prospero Colonna di Sciarra (1743)  Marcantonio Colonna (1759), Pietro Colonna (1766) et Benedetto Barberini (1828).